# 2008年本·萨勒曼清真寺爆炸案
2008年本·萨勒曼清真寺爆炸案（阿拉伯語：تفجير مسجد بن سلمان عام 2008م）于2008年5月2日（星期五主麻日）在也门西北部城市萨达市内的本·萨勒曼清真寺外发生，至少造成15人死亡，60人受伤。

## 背景
自2004年以伊斯兰教什叶派支派宰德派信众为主导的胡塞运动在萨达地区发起反对也门中央政府的叛乱以来，胡塞武装组织与亲政府的安全部队之间的冲突时有发生。以萨达为中心的也门西北部山区是该国宰德派穆斯林及胡塞组织的根据地，而宰德派穆斯林在该国只是第二大信仰团体，大多数也门人都是逊尼派穆斯林。从叛乱爆发至此次清真寺爆炸事件发生，胡塞武装分子与也门政府军在萨达地区发生的冲突已造成数百人丧生。
也门政府指责胡塞运动叛乱分子想推翻现政府，并实施什叶派的教法统治。而胡塞组织则表示，他们正在捍卫自己的社群，使其免受歧视以及政府所谓的侵略行为。也门政府认为胡塞组织想要恢复早在1962年就被共和派政变推翻的宰德派伊玛目政权，而胡塞组织则认为总统阿里·阿卜杜拉·萨利赫的政权是非法的，尽管萨利赫本人也是宰德派穆斯林。
与此同时，与基地组织有关联的团体也曾在胡塞叛乱前后发动了恐怖袭击。
也门政府与胡塞运动的冲突时断时续，2007年6月双方在卡塔尔政府的斡旋下达成和平协议。根据这项协议，胡塞叛军将放下武器。2008年2月，双方在卡塔尔首都多哈举行的一次会议上恢复了协议，但暴力事件仍在持续。4月29日，7名也门政府军士兵因叛军的伏击而丧生。

## 经过
爆炸发生地本·萨勒曼清真寺（مسجد بن سلمان）是当地政府安全部队成员经常参加礼拜的一座清真寺，英国广播公司驻也门的一名记者认为，安全部队经常光顾的特点可能使得这座清真寺成为袭击者的目标。这座清真寺像也门其他地区的清真寺一样，既向占全国多数的逊尼派穆斯林开放，也向作为少数派的宰德派信众开放。在这次事件中发生爆炸的炸弹是由不明人员在清真寺的门口安放的，当地官员相信炸弹藏在一辆汽车或一辆摩托车上。
爆炸当天是星期五，是穆斯林的主麻日（即聚礼日，穆斯林聚集在清真寺进行集体礼拜的日子）。目击者称，爆炸是在数百名信众结束礼拜，陆续离开本·萨勒曼清真寺之后发生的。一些目击者说，袭击目标可能是清真寺的伊玛目（即领拜人，领导信众进行的人），他是一位信奉严格的伊斯兰教逊尼派萨拉菲主义教义的军官。但目击者们说，伊玛目本人并未受伤。
据目击者称，爆炸发生后，大批救护车赶到现场，救援人员迅速展开了抢救行动。医护人员说，大约有100人被带到该地区的两家医院进行治疗。
一名当地警察告诉法新社记者，最初的伤亡人数为8人死亡和45人受伤。而目击者较早时说，救护车赶到袭击现场时有数十人伤亡。当天，距也门安全部门的一名官员说，这起爆炸事件已造成至少13人死亡，60多人受伤。

## 后续反应
没有任何组织或个人宣称对这起事件负责。
也门政府指责胡塞叛军制造了这起爆炸事件，但胡塞组织予以否认。胡塞运动领导人阿卜杜勒-马利克·胡塞在接受卡塔尔半岛电视台采访时表示：“我们批评并谴责这一令人遗憾的事件。”他说：“我们完全否认在这一事件中起到任何作用。针对任何清真寺或任何礼拜者（的袭击）根本不符合我们的道德准则。”
爆炸事件发生后不久，三名政府军士兵和四名胡塞武装分子在一场通宵的小规模冲突中丧生。此后，政府军和胡塞叛军一再发生武装冲突，直到2009年8月11日，也门政府终于决定使用“铁拳”击退盘踞在萨达地区的叛军，从而发动了代号为“焦土行动”的大规模清剿行动，使得双方的冲突再次升级。